# Liste der Vizegouverneure von Missouri
Das Amt des Vizegouverneurs (Lieutenant Governor) im US-Bundesstaat Missouri besteht seit der Staatsgründung im Jahr 1820. Der jeweilige Amtsinhaber ist erster Nachfolger des Gouverneurs, falls dieser zurücktritt, verstirbt oder seines Postens enthoben wird. Gouverneur und Vizegouverneur werden unabhängig voneinander gewählt, so dass beide – wie es derzeit auch der Fall ist – unterschiedlichen Parteien angehören können.
| Name                      | Amtszeit  | Partei                |
| ------------------------- | --------- | --------------------- |
| William Henry Ashley      | 1820–1824 | Democratic Republican |
| Benjamin Harrison Reeves  | 1824–1825 | Democratic Republican |
| Daniel Dunklin            | 1828–1832 | Demokrat              |
| Lilburn Williams Boggs    | 1832–1836 | Demokrat              |
| Franklin Cannon           | 1836–1840 | Demokrat              |
| Meredith Miles Marmaduke  | 1840–1844 | Demokrat              |
| James Young               | 1844–1848 | Demokrat              |
| Thomas Lawson Price       | 1848–1853 | Demokrat              |
| Wilson Brown              | 1853–1855 | Demokrat              |
| Hancock Lee Jackson       | 1857–1861 | Demokrat              |
| Thomas Caute Reynolds     | 1861      | Demokrat              |
| Willard Preble Hall       | 1861–1864 | Republikaner          |
| George Smith              | 1865–1869 | Republikaner          |
| Edwin Obed Stanard        | 1869–1871 | Republikaner          |
| Joseph Jackson Gravely    | 1871–1872 | Liberalrepublikaner   |
| Charles Phillip Johnson   | 1873–1875 | Liberalrepublikaner   |
| Norman Jay Colman         | 1875–1877 | Demokrat              |
| Henry Clay Brockmeyer     | 1877–1881 | Demokrat              |
| Robert Alexander Campbell | 1881–1885 | Demokrat              |
| Albert Pickett Morehouse  | 1885–1887 | Demokrat              |
| Stephen Hugh Claycomb     | 1889–1893 | Demokrat              |
| John Baptiste O’Meara     | 1893–1897 | Demokrat              |
| August Bolte              | 1897–1901 | Demokrat              |
| John Adams Lee            | 1901–1903 | Demokrat              |
| Thomas Lewis Rubey        | 1903–1905 | Demokrat              |
| John C. McKinley          | 1905–1909 | Republikaner          |
| Jacob Friedrich Gmelich   | 1909–1913 | Republikaner          |
| William Rock Painter      | 1913–1917 | Demokrat              |
| Wallace Crossley          | 1917–1921 | Demokrat              |
| Hiram Lloyd               | 1921–1925 | Republikaner          |
| Philip Allen Bennett      | 1925–1929 | Republikaner          |
| Edward Henry Winter       | 1929–1933 | Republikaner          |
| Frank Gaines Harris       | 1933–1944 | Demokrat              |
| Walter Naylor Davis       | 1945–1949 | Demokrat              |
| James Thomas Blair        | 1949–1957 | Demokrat              |
| Edward Vaughn Long        | 1957–1960 | Demokrat              |
| Hilary A. Bush            | 1961–1965 | Demokrat              |
| Thomas Francis Eagleton   | 1965–1969 | Demokrat              |
| William S. Morris         | 1969–1973 | Demokrat              |
| William C. Phelps         | 1973–1981 | Republikaner          |
| Kenneth J. Rothman        | 1981–1985 | Demokrat              |
| Harriett Woods            | 1985–1989 | Demokrat              |
| Melvin Eugene Carnahan    | 1989–1993 | Demokrat              |
| Roger B. Wilson           | 1993–2000 | Demokrat              |
| Joe Maxwell               | 2000–2005 | Demokrat              |
| Peter D. Kinder           | 2005–2017 | Republikaner          |
| Mike Parson               | 2017–2018 | Republikaner          |
| Mike Kehoe                | 2018–2025 | Republikaner          |
| David Wasinger            | 2025–     | Republikaner          |